# عصب تحت الترقوة
العَصَبُ تَحْتَ التَّرْقُوة (بالإنجليزية: Subclavian nerve)‏، هو خيوط عصبية صغيرة، نشأت من نقطة تقاطع الأعصاب العنقية الخامسة والسادسة. يعرف هذا المنشأ بنقطة إيرب.
ينحدر العصب تحت الترقوة إلى العضلة تحت الترقوية أمام الجزء الثالث من شريان تحت الترقوة والجذع العلوي للضفيرة العضدية، وعادة ما يتصل بواسطة خيوط عصبية مع العصب الحجابي.

## صور إضافية

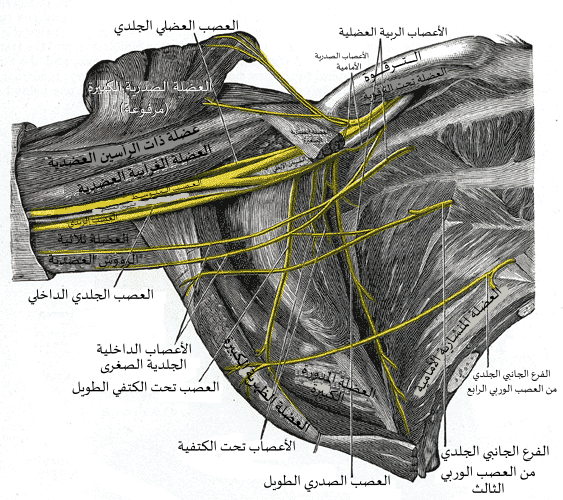
الضفيرة العضدية اليمنى (الجزء تحت الترقوة) في الحفرة الإبطية يظهر العصب في الجزء الامامي السفلي.